# Eterogiunzione
La eterogiunzione è una giunzione tra materiali aventi gap energetici diversi. La eterogiunzione presenta, inoltre, differenti barriere di potenziale per gli elettroni e per le lacune, al contrario delle omogiunzioni.
Il diagramma a bande di una eterogiunzione è ottenibile rispettando i seguenti vincoli:
1. Allineamento dei livelli di Fermi.
2. Costanza dell'affinità elettronica.
3. Continuità dei livelli energetici di elettrone libero.

Le eterogiunzioni danno luogo, in prossimità della giunzione stessa, ad una buca di potenziale che può andare oltre il livello di Fermi. Quest'ultima proprietà è sfruttata per la realizzazione di transistori ad alta mobilità elettronica, HEMT.

## Modelli di Analisi
Storicamente il modello di analisi e rappresentazione più comune per le eterogiunzioni è quello proposto da Anderson, secondo il quale l'andamento delle bande è esclusivamente legato al rispetto della affinità elettronica.
Un differente modello, proposto da Terzoff, ipotizzava invece la presenza dipoli interfacciali sulla superficie di giunzione.
La teoria di Terzoff, successivamente dimostrata da Eizbergen nel 1987, si rifà alla teoria di Bardeen: i dipoli, responsabili della discontinuità del livello del vuoto, causerebbero un allineamento delle bande differente da quello proposto da Anderson.
In particolare, secondo Anderson la differenza tra le bande di conduzione è pari alla differenza delle affinità elettroniche; secondo Terzoff è necessario vedere le barriere Schottky che i semiconduttori formano a parità di metallo e farne la differenza.